# Ealdorman
Ealdorman er en politisk titel, der blev brugt om den øverste leder og kongens repræsentant for et syssel (angelsaksisk shire) i England i den tidlige middelalder.
Første led af ordet ealdorman er baseret på "eald", der betyder "gammel". I det angelsaksiske samfund var en "ealdor" leder/høvding for familien/klanen i kraft af alder og erfaring. 
Ealdorman betyder således oprindeligt en ældre og ansvarlig person. Ealdorman som politisk titel kom formentlig i brug i 700-tallet. 
Som øverste leder kommanderede en earldorman således også over hæren i syslet på vegne af kongen. En ealdorman blev udpeget af kongen, og oprindeligt kom kandidater til titlen fra de ældste og mægtigste familier, men senere blev de ofte fundet i kongens følge. Især i den tidlige danske periode blev mange nye indsat, som ikke tidligere havde haft adgang til høje stillinger og positioner. Begrebet forsvandt gradvist, idet det efterhånden blev erstattet af jarl, det norrøne begreb, som danskerne introducerede. Titlen jarl udvikledes efterhånden til det moderne engelske earl.
I 1100-tallet gled ealdorman i den nyere form alderman over til at betyde leder eller formand for et håndværkerlaug. Denne betydning findes også i Danmark i formen oldermand.